# 马里法特·纳西博夫
马里法特·纳西博夫（1972年5月22日—1992年1月28日），是一名阿塞拜疆军人。他因在第一次纳戈尔诺-卡拉巴赫战争中壮烈牺牲，而被追授为阿塞拜疆国家英雄。

## 生平
1972年5月22日，马里法特·纳西博夫出生在哈萨克区的马扎姆村。1979-1989年，他在哈萨克区的当地学校学习。1990年，他被征召服兵役，加入苏联武装部队。退役后，他返回阿塞拜疆。第一次纳戈尔诺-卡拉巴赫战争爆发后，他以志愿者身份进入前线战场，并成为该营中最勇敢的士兵之一。纳西博夫还参加了哈萨克区村庄周围的战斗。1992年1月28日，他在哈萨克区库什丘艾瑞姆周围的战斗中牺牲。

## 纪念
1992年6月7日，阿塞拜疆总统发布第833号总统令，追授他为“阿塞拜疆国家英雄”。
在哈萨克区的海达尔·阿利耶夫公园里有一个以他命名的喷泉。2013年，一部纪录片《鹰巢》（‎）发行，该片探讨了围绕马里法特·纳西博夫以及其他两位哈萨克区的阿塞拜疆国家英雄（拉菲格·阿里哈诺夫、沙莫伊·乔巴诺夫）的生活战争事迹及纪念活动。

## 相关
- 第一次纳戈尔诺-卡拉巴赫战争
- 阿塞拜疆国家英雄

## 延伸阅读
- Vugar Asgarov. Azərbaycanın Milli Qəhrəmanları (Yenidən işlənmiş II nəşr). Bakı: "Dərələyəz-M", 2010, səh. 227.